# Tribolodon hakonensis
Tribolodon hakonensis es una especie de peces de la familia Cyprinidae en el orden de los Cypriniformes.

## Morfología
Los machos pueden llegar alcanzar los 50 cm de longitud total.

## Hábitat
Es un pez de agua dulce.

## Distribución geográfica
Se encuentra en Rusia (incluyendo la isla de Sajalín), Japón, Corea y China.